# Pierre Louis d'Aulnis de Bourouill
Pierre Louis baron d’Aulnis de Bourouill RMWO (Delft, 26 december 1918 – Den Haag, 16 september 2012) was een Nederlands verzetsstrijder tijdens de Tweede Wereldoorlog en een gepensioneerd artillerie-officier.

## Jeugd en opleiding

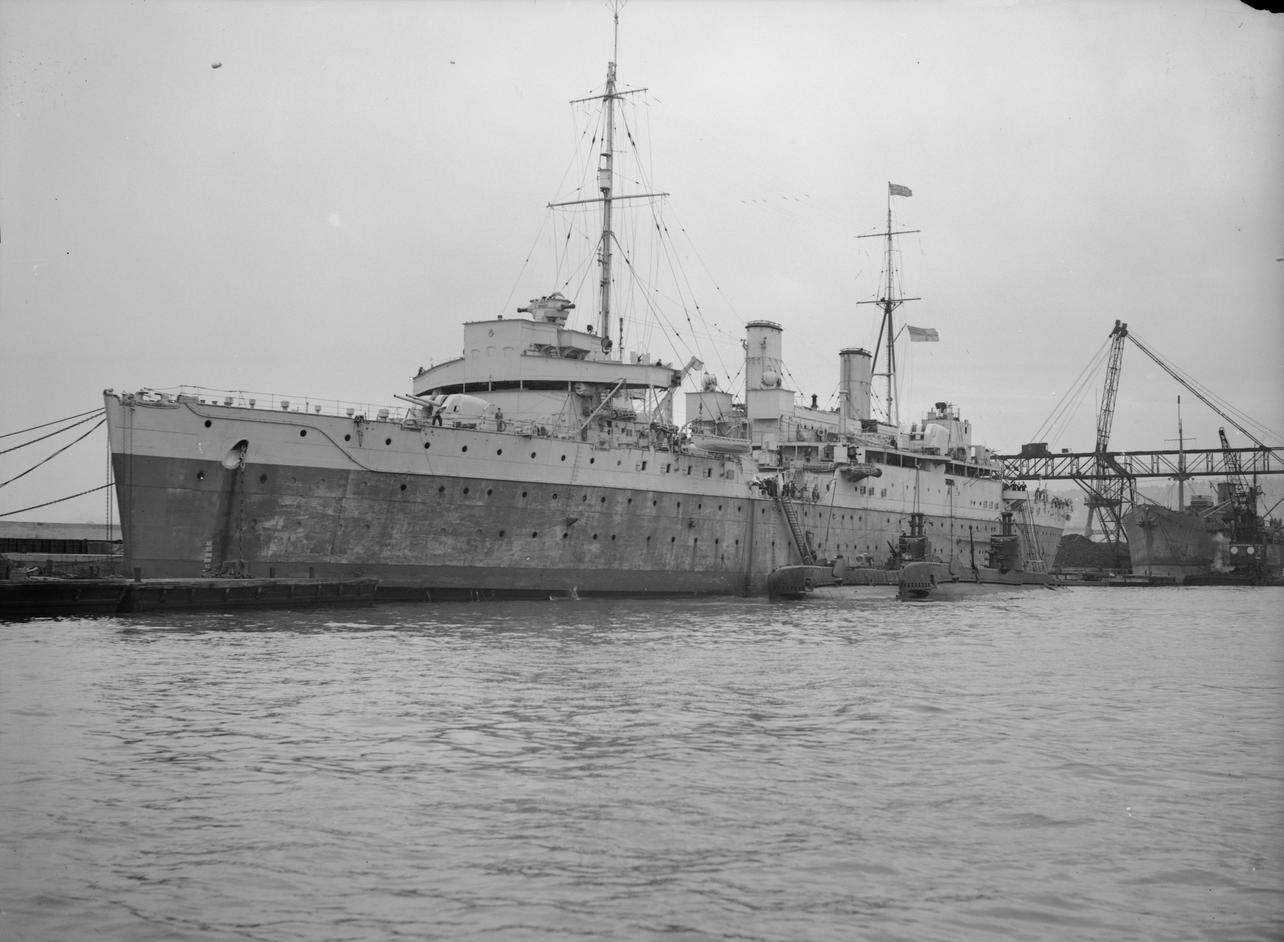
HMS Maidstone

Hij werd geboren in het geslacht D'Aulnis de Bourouill. Na zijn gymnasiumexamen aan het Vrijzinnig-Christelijk Lyceum in Den Haag trad d'Aulnis in 1937 als dienstplichtige vervroegd in militaire dienst. Hij wilde graag bij de cavalerie, maar omdat hij een bril droeg, werd hij geplaatst op de School voor Reserve Officieren der Onbereden Artillerie te Utrecht. In september 1938 maakte hij als wachtmeester de premobilisatie mee naar aanleiding van de crisis, die werd "opgelost" door het bezoek van de Britse premier Chamberlain aan Hitler in München. Als gevolg hiervan kwam hij in 1938 een paar maanden te laat aan in Leiden, waar hij rechten ging studeren en lid werd van Minerva en vervolgens van Pro Patria. Hij woonde op Breestraat 135a, ook wel "Mon Repos" genoemd. Het is het oudste studentenhuis van Nederland. Tijdens de premobilisatie van maart 1939 werd hij als vaandrig commandant van een peloton luchtdoelartillerie op het dak van een bankgebouw aan de Kneuterdijk in Den Haag geplaatst.

## De oorlogsjaren

### Begin van de oorlog
In september 1939 werd de oorlog tussen het Verenigd Koninkrijk en Frankrijk met Duitsland verklaard en volgde algehele mobilisatie. d'Aulnis werd als vaandrig aan de Buurtweg in Wassenaar geplaatst met twee volledige bezettingen van de batterij luchtdoelartillerie ter bescherming van het toen nog neutrale Nederland. Toen hij hoorde dat er vlakbij Duitsers rondliepen die opdracht hadden de brug bij Het Haagsche Schouw in te nemen, ging hij op onderzoek uit, slechts gewapend met een klewang, het standaardwapen van officieren in die tijd. Hij werd in de tuin van Auberge De Kieviet beschoten, maar daarna verdwenen de Duitsers. Op 10 mei 1940 kwamen er vier vliegtuigen over zijn batterij, waarvan er twee konden worden neergehaald.
Na de capitulatie ging d'Aulnis terug naar zijn Leidse studentenleven en begon zijn ondergrondse loopbaan als lid van het ondergrondse Legioen van Oud-Frontstrijders (LOF). Hij werd koerier van Jan Carel Elias baron van Lynden uit Den Haag (vader van een Leidse jaarclubgenoot), die contacten had met de Amsterdammer Titus Willem de Tourton Bruijns. Deze was bezig het LOF op te bouwen.
Op 26 november 1940 hield professor mr R.P. Cleveringa in het groot-auditorium van de universiteit zijn bekende rede tegen de verwijdering van de joodse hoogleraar Eduard Meijers, een wereldberoemd jurist. De rede werd verspreid naar de andere universiteiten. De bezetter sloot de volgende dag de Leidse universiteit.

### De reis naar Londen

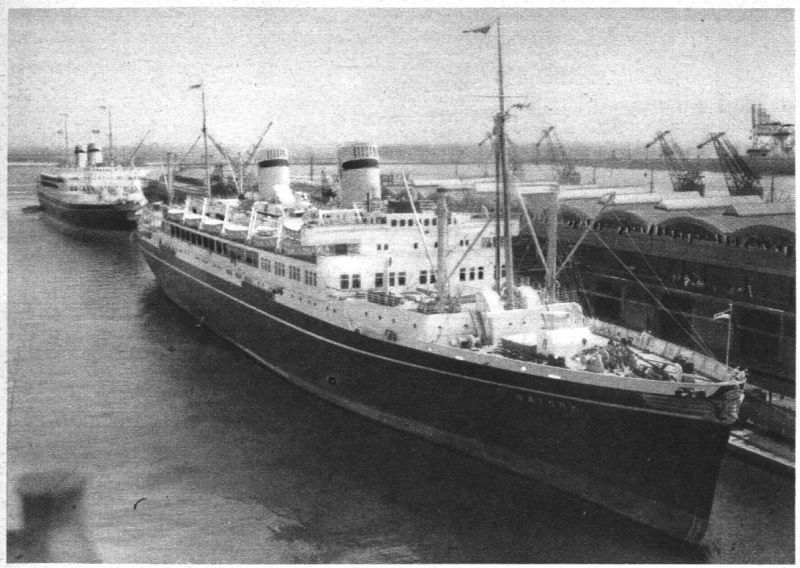
MS Batory in 1935

Reeds enkele corpsleden waren naar Engeland ontsnapt. In juli 1940 staken Karel Michielsen, Fred Vas Nunes en Kees van Eendenburg in een 12-voetse jol de Noordzee over. Toen in maart 1941 achttien Geuzen werden terechtgesteld, kwam dat als een schok. Tegelijkertijd vond D'Aulnis het hele verzet nogal amateuristisch; hij wilde dat professionaliseren. Diezelfde maand nam Mozes Brandon Bravo contact met hem op. D'Aulnis vertrouwde Brandon Bravo niet. Hij besloot nu zo snel mogelijk met Cees Droogleever Fortuyn naar Londen te gaan, waar D'Aulnis zich tot spion wilde laten opleiden. Ze vertrokken op 17 maart. Via de Van Niftrik-route, via Antwerpen en Toulouse bereikten ze de Pyreneeën, die zij te voet overstaken. In Spanje werden ze gevangengenomen en kwamen via Barcelona terecht in het Castello de Figueras in Cervera. Op 29 april werden ze overgeplaatst naar het Campo de Concentración in Miranda de Ebro. Hier ontmoetten ze onder anderen Loek Labruyère, die zich als Engelsman voordeed en Piet Kerssens. Na zeven weken werden d'Aulnis en zeven anderen afgehaald door een ambtenaar van de Britse ambassade. Deze bracht de groep per trein naar de ambassade in Madrid.

#### Gibraltar
D'Aulnis en Droogleever Fortuyn moesten wachten op een uitreisvisum en bleven vijf maanden in Madrid. Ze besloten niet langer te wachten en vertrokken op 12 december in een open vrachtauto van de Engelsen naar Sevilla, waar de Nederlandse honorair consul ing. Albert de Voogd hen onderdak verleende. Op 26 december 1941 voeren zij naar Gibraltar. Toen zij daar aankwamen werd er feest gevierd. Aan boord van de HMS Maidstone waren net twee Nederlanders, Otto de Booy en Jan van Dulm, met de DSO gedecoreerd wegens het torpederen van Duitse onderzeeboten.
Aan boord van het Poolse passagiersschip de MS Batory, begeleid door twee fregatten, vervolgden zij hun reis. Op 4 januari 1942 landden zij in Glasgow.

### In Londen
Onder escorte van militaire politie gingen ze met de trein naar Londen, waar ze werden opgesloten in de Royal Victoria Patriotic School om beoordeeld te worden. De groep bestond uit Guup Kraijenhoff, Maarten Sluis, Rian Collée, Klaas Wegner en nog steeds Cees Drooglever Fortuyn. Op 24 januari waren ze weer vrij en huurden een flat in Jermyn Street.
D'Aulnis nam contact op met Erik Hazelhoff Roelfzema en Chris Krediet, die hij uit Leiden kende. In maart 1942 werd hij beëdigd als tweede luitenant bij de Prinses Irene Brigade. Hij werd geplaatst op een cursus voor liaison-officieren, leerde parachutespringen en later deed hij nog drie maanden een marconistencursus. Hij leerde alle geheime codes, maar wat hij niet in Engeland leerde was dat de Duitsers peilwagens hadden en dat je daarvoor dus op je hoede moest zijn. Toen was hij klaar om naar Nederland terug te keren.

### Terug in Nederland
In mei 1943 werd hij met een Halifax overgevlogen, maar het vliegtuig raakte de dijk bij Urk en moest terug vliegen. Pas in de nacht van 10 op 11 juni werd d'Aulnis gedropt bij de Wijk, ten oosten van Meppel. Het was 27 maanden na zijn vertrek uit Leiden. De eerste week dook hij onder bij baron de Vos van Steenwijk, commissaris van de Koningin van Drenthe en vader van Carel, een studievriend die in mei 1940 was gesneuveld. Daarna ging hij naar Amsterdam, waar hij een beter vals persoonsbewijs wilde regelen. Henk van Gelderen ('Jantje') bleek een expert te zijn die hem een persoonsbewijs gaf met de naam Pieter van Ingen.
Sinds februari 1941 hadden twee Delftse studenten, Henk Deinum en Marinus Vader, samen met marconist Aad de Roode geprobeerd contact met Engeland te krijgen. De Roode was medewerker van de luchtvaartdienst van Schiphol, een nuttig contact. Via Zweden probeerde de Britse inlichtingendienst MI6 een radiozender te sturen, hetgeen echter mislukte. Op 2 mei bracht Engelandvaarder Henning Meyer een bericht van de drie mee met het voorstel als weerstation te opereren. D'Aulnis moest deze Packard groep gaan ondersteunen. Hij regelde een dropping van de RAF van vijf zenders voor drie weerstations en twee bureaus voor algemene informatie.
Later ging d'Aulnis over naar Groep Kees. Hierbij zaten ook Delftse en Leidse studenten die contact met Engeland probeerden te maken. Hun leider was Pitty Beukema toe Water. Verder gedroeg d'Aulnis zich als een 'grijze muis'. Hij had een ausweis dat hem onmisbaar verklaarde en beschermde tegen controle op straat. Op 12 mei 1944 ontving d'Aulnis, als marconist van Groep Kees, een telegram van MI6 luidend: "Supreme Allied Command do wish to express their thanks for your excellent work and desire that should be congratulated ...... ".

### Kleykamp
In 1943 vroeg hij de Nederlandse regering in Londen en de RAF om Huize Kleykamp te bombarderen. Daar was tijdens de oorlog het Centrale Bevolkingsregister met duplicaten van alle uitgegeven persoonsbewijzen. De Duitsers konden hierdoor steeds bewijzen dat iemands persoonsbewijs vals was hetgeen vele verzetsstrijders en onderduikers het leven had gekost. Het verzoek werd geweigerd uit vrees voor te veel slachtoffers. Op 11 mei 1944 gaf Gen. Majoor J.W. van Oorschot toch opdracht de missie uit te voeren. Zes Mosquito's vlogen langs de Zuid-Hollandse eilanden richting Den Haag, op minder dan 15 meter hoogte en met een snelheid van ongeveer 600 km/u. Toen ze over het Vredespaleis vlogen zagen zij duidelijk hun doel, Kleykamp was daar het enige witte huis. Het bombardement werd met grote zorgvuldigheid uitgevoerd. Helaas moest het tijdens kantoortijd gebeuren, opdat de groene ijzeren archiefkasten geopend zouden zijn. Slechts een kwart van de documenten werd bij het bombardement vernietigd, maar het was voldoende. In veel gemeentes konden ambtenaren nu weer valse persoonsbewijzen afgeven.
Op 21 maart 1944 trouwde d'Aulnis in de Remonstrantse kerk aan de Laan in Den Haag met Blanche Noyon. Ze gingen wonen op een zolderverdieping in de Rubensstraat in Amsterdam-Zuid bij mevrouw Dentz-Monath, een Hongaarse wier joodse echtgenoot al was opgepakt. Op 18 januari 1945 kregen zij hun eerste dochter. De geboorte van Fleur werd gevierd met een klein feestje, Jan Kielstra en Pitty Beukema toe Water waren daarbij aanwezig en koerierster Eline, een Utrechtse studente, had een pannenkoekentaart gemaakt.
Toen een agent van de Grüne Polizei, een man uit Wenen, enkele weken later binnenkwam, overtuigde mevrouw Dentz, die vloeiend het Weense dialect beheerste, hem om d'Aulnis bij zijn baby te laten, hetgeen gebeurde.
In Londen was men erg geschrokken van het Englandspiel, het had veel levens en materieel gekost. Het Bureau Inlichtingen besloot veel agenten terug te roepen, waaronder d'Aulnis. Met tegenzin vertrok d'Aulnis met een andere agent, maar ze kwamen niet verder dan Brussel. Hun passeur was gearresteerd en om het zelf te proberen was te gevaarlijk. Ze keerden dus na twee weken terug. In Leiden verzorgde d'Aulnis de radioverbinding van Jan Kielstra, die een groep leidde van koeriers tussen Leiden en Zwitserland.

### Ceylon
Op 9 augustus 1945 vloog d'Aulnis naar Ceylon waar hij werd ingedeeld bij S.O.E. force 136 bij Colombo. Daar ontmoette hij onder meer Maarten Cieremans, een andere geheim agent. Op 14 augustus capituleerde Japan. d'Aulnis moest met enkele andere vrijwilligers missies in Nederlands-Indië gaan uitvoeren en jappenkampen gaan bevrijden. Lord Louis Mountbatten besliste echter na enkele maanden dat hiermee gestopt moest worden. Op een eigen motorfiets verkende d'Aulnis geheel Ceylon, in afwachting van zijn terugtocht. In december ging d'Aulnis als verstekeling met de Nieuw Amsterdam naar Southampton. Op 8 januari werd zijn zoon geboren. Twee dagen later was het gezin weer samen in Leiden.

## Na de oorlog
Na de oorlog ging d'Aulnis werken bij Koopman & Co, een handelsonderneming in Amsterdam. Met zijn gezin ging hij in de Sixhaven wonen op de Ad Interim, een grote woonboot. Later woonden ze in de Anthonie van Dijckstraat. In 1960 richtte hij samen met onder anderen Johan Verdoner de Academie voor Kleinkunst in Amsterdam op. Na 15 jaar verliet hij Koopman & Co en ging naar Brocades, ook in Amsterdam. Na hun fusie met Gist in Delft moesten enkele werknemers naar kantoor Delft. D'Aulnis verhuisde in 1970 naar Den Haag.
Zijn vrouw Blanche Noyon overleed in 1995. Ze hadden vier kinderen.

## Decoraties

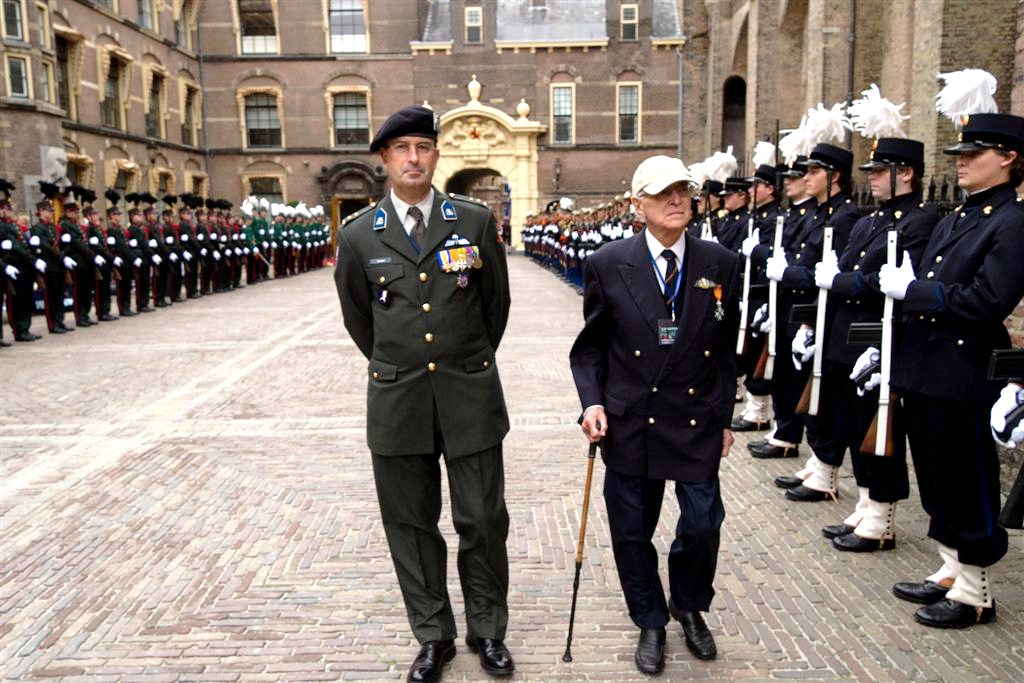
D'Aulnis inspecteert Pro Patria in 2011

Voor daden in de Tweede Wereldoorlog werden 194 MWO's uitgedeeld, waarvan 31% postuum en 20% aan buitenlanders. In totaal kregen ruim 8000 mensen een dapperheidsonderscheiding.
Op de dag dat Juliana werd ingehuldigd, was d'Aulnis commandant van de Studenten Erewacht op de Dam. Van de heraut der wapenen, voormalig agent Garrelt van Borssum Buisman, kreeg hij daar te horen dat ze die dag de Militaire Willems-Orde (MWO) zouden krijgen. Later bleek dat die zich vergist had, hij zou aan onder anderen Cornelis Hendrik van Bemmel, Arie van Driel, Piet van den Hoek, Henk de Jonge, Maarten Knottenbelt, Jan de Landgraaf, Bib van Lanschot en Kornelis Pieter van de Sande uitgereikt worden maar niet aan d'Aulnis.
Later dat jaar kreeg d'Aulnis te horen dat hij de Bronzen Leeuw zou krijgen. Strijders uit het verzet leken niet in aanmerking te komen voor de MWO. d'Aulnis vond dat ongepast en besloot de MWO zelf aan te vragen, hetgeen sinds enkele jaren als burger wettelijk mogelijk – doch nog zeer ongebruikelijk – was. Op 27 oktober ging een rekest naar de koningin. Ook als burger had hij immers levensgevaar gelopen. Op 7 januari 1950 werd de Willems-Orde door Prins Bernhard uitgereikt aan d'Aulnis, aan Cornelis Plaatzer, die aangesteld was als tijdelijk sergeant-oorlogsvrijwilliger-parachutist en aan F.K.T. Beukema toe Water. Van de Engelse Inlichtingendienst MI6 ontving hij de Distinguished Service Order.
Van 1982-1984 was d'Aulnis voorzitter van CIOR (Interallied Confederation of Reserve Officers). In die periode werd een conferentie van CIOR georganiseerd in Rome. Naar aanleiding hiervan werd hij op 31 mei 1985 onderscheiden met de Ordine del Merito della Repubblica Italiana. Deze werd hem door de Italiaanse ambassadeur in Den Haag, Ludovico Carducci Artenisio, uitgereikt.
Op drieënnegentigjarige leeftijd is verzetsstrijder en ridder Militaire Willems-Orde Pierre Louis baron d’Aulnis de Bourouill op 16 september 2012 overleden. Hij was de langst dienende geheim agent in bezet Nederland tijdens de Tweede Wereldoorlog.

## Onderscheidingen
- Militaire Willems-Orde, Ridder 4e klasse (K.B. no. 18, 7 januari 1950)[4][5]
- Bronzen Leeuw (K.B. no.9, 30 augustus 1948; ingetrokken bij opname in register MWO)[5]
- Kruis van Verdienste (K.B. no., 3 september 1942)[5][6]
- Oorlogsherinneringskruis[5]
- Verzetsherdenkingskruis[5]
- Officierskruis, met cijfer "XXX"[5]
- Inhuldigingsmedaille 1948
- Distinguished Service Order, Compagnon (Verenigd Koninkrijk)[5]
- Orde van Verdienste (Italië), Officier (Ordine del Merito), 1984-1983[5]
- Herinneringsmedaille 1940-1945 van de Koninklijke Zuid-Hollandsche Maatschappij tot Redding van Schipbreukelingen[5]

D'Aulnis was tevens ere-lid van Pro Patria.

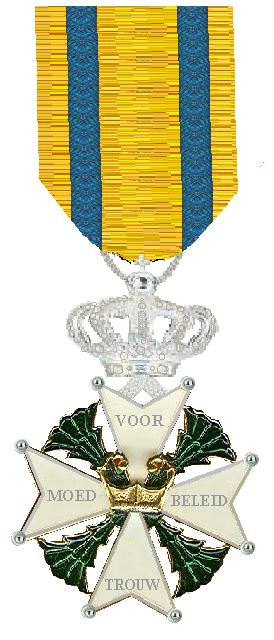
MWO
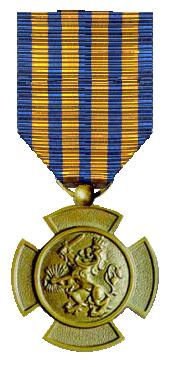
Bronzen Leeuw
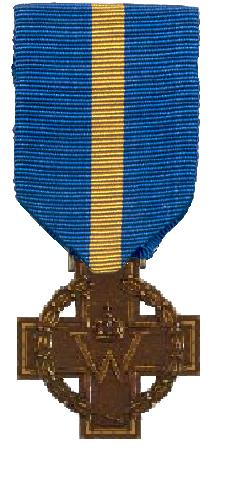
Kruis van Verdienste
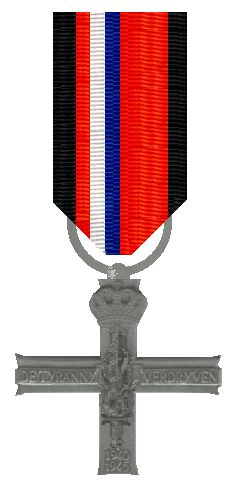
Verzetsherdenkingskruis
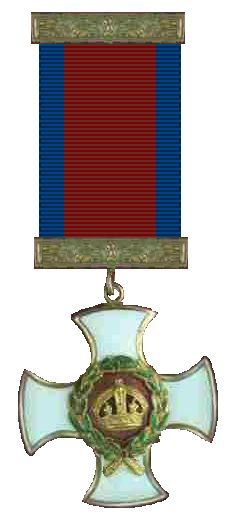
DSO
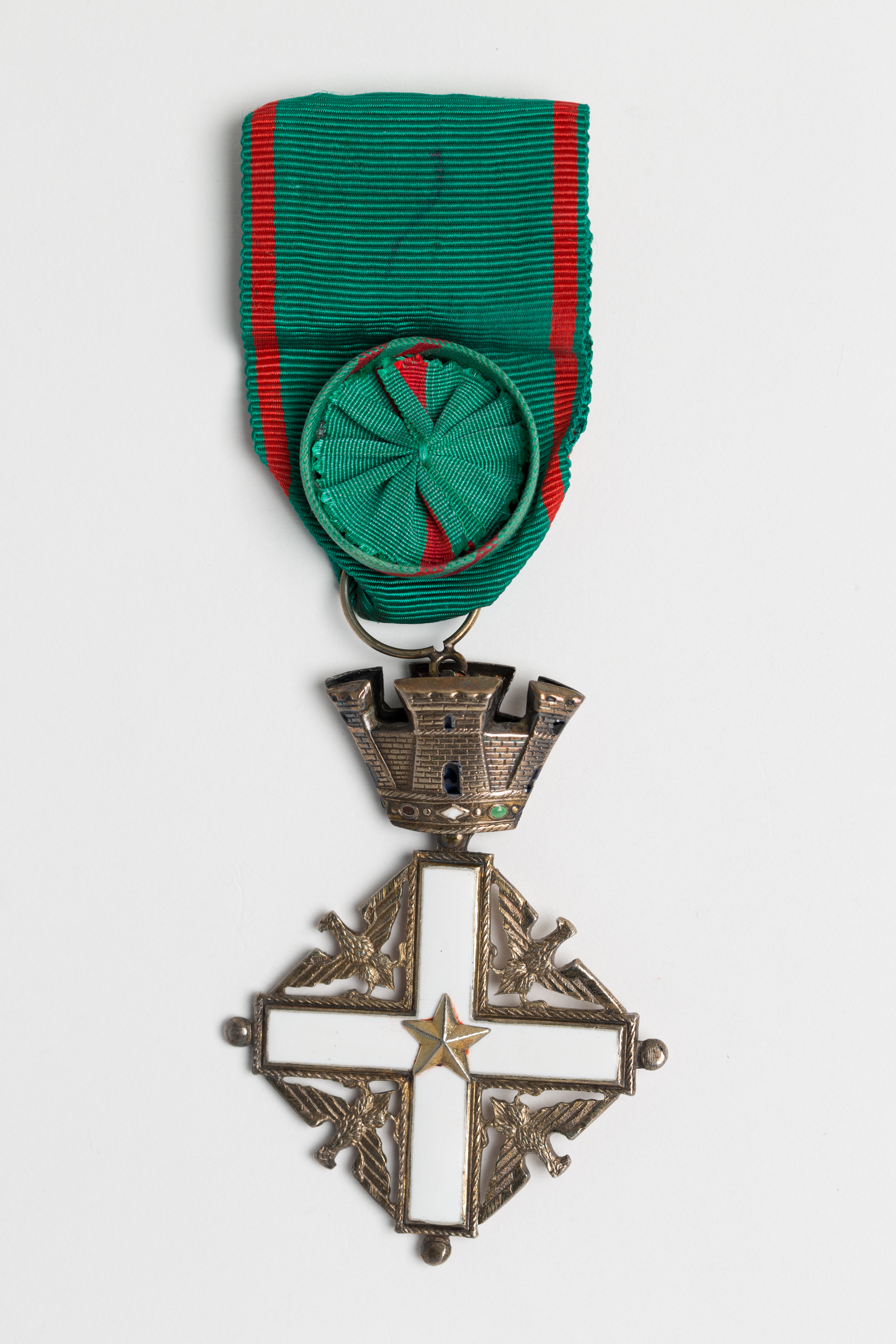
OMRI

## Overig
Bovengenoemde Pierre Louis d'Aulnis is genoemd naar zijn voorvader Pierre Louis d'Aulnis (1678-1739), een Nederlands officier, die in 1701 commandant was van het nieuw opgerichte hugenoten-regiment Lislemarais. In 1709 werd hij luitenant-kolonel en in 1727 kolonel-commandant van het regiment. Hij was hugenoot en naar Nederland gevlucht na de herroeping van het Edict van Nantes in 1685.

## Bron
Verslag van de Tweede Wereld-Oorlog 1939-1945: zoals beleefd door Pierre-Louis d' Aulnis de Bourouill. Den Haag, 1998. Nederlands Instituut voor Oorlogsdocumentatie, Amsterdam, Dagboeken en Egodocumenten, toegangnummer 244, 1132.

Zie ook de Lijst van Engelandvaarders